# Segreti (Kathy Reichs)
Segreti è un romanzo scritto dall'antropologa forense Kathy Reichs. Pubblicato nel 2011 (2013 in Italia, edito da Rizzoli), è il secondo romanzo della Reichs scritto appositamente per un pubblico young-adult.

## La serie
Segreti è il secondo volume della serie dopo Virals ed è seguito da Il codice, Rizzoli 2014 (Code, 2013), un quarto volume dal titolo provvisorio Esposizione, Rizzoli 2015 (Exposure, 2014), ed un quinto volume dal titolo provvisorio Incurabile, Rizzoli 2016 (Terminal, 2015). Stando a quanto scritto sul sito ufficiale dell'autrice (kathyreichs.com), sono state pubblicate anche tre brevi storie, i cui rispettivi titoli sono Shift, pubblicato in America il 5 marzo 2013 dalla Penguin Group, Swipe uscito poco dopo nello stesso anno, e Shock, uscito nel 2015, ancora non tradotti in italiano. La serie fu un'idea del figlio della scrittrice, che contribuisce alla scrittura dei libri.
La storia è ambientata a Charleston, nel South Carolina, e nelle isole vicine. Tratta delle avventure di Victoria "Tory" Brennan (la nipote di Temperance Brennan, eroina delle serie thriller della Reichs) e dei suoi amici Hiram Stolowitski, Ben Blue e Shelton Devers.

## Trama
Tory e i suoi amici rischiano di essere separati a causa di alcuni tagli al budget che potrebbero portare alla chiusura dell'Istituto di Ricerca dell'Isola di Loggerhead (LIRI) per il quale i genitori dei Virals lavorano. Quando scoprono che il tesoro della piratessa Anne Bonny si dice sia nascosto da qualche parte a Charleston decidono di seguire gli indizi, usando i loro poteri, nella speranza di riuscire a salvare il LIRI. Tuttavia non sono i soli a cercare questo tesoro e presto si renderanno conto che i loro nemici sono disposti a tutto.

## Personaggi
Oltre ai personaggi principali della serie sono presenti:
- Sallie Fletcher. Assistente del curatore al Charleston Museum. Bellissima, minuta, bruna, apparentemente simpatica ed estroversa.
- Chris Fletcher. Marito di Sallie, anch'egli lavora al Museo. Occhi azzurri, capelli rossi ricci, a prima vista amichevole.

## Edizioni
- Kathy Reichs, Segreti, traduzione di Irene Annoni, Rizzoli, 2013,  p. 523, ISBN 978-88-17-06532-0.